# Xincun (köping i Kina, Shanxi)
Xincun (kinesiska: 辛村, 辛村镇) är en köping i Kina. Den ligger i provinsen Shanxi, i den norra delen av landet, omkring 190 kilometer sydväst om provinshuvudstaden Taiyuan.
Genomsnittlig årsnederbörd är 674 millimeter. Den regnigaste månaden är juli, med i genomsnitt 218 mm nederbörd, och den torraste är december, med 3 mm nederbörd.